# ICab
iCab – przeglądarka internetowa dla systemów Mac OS 7 i OS X korzystająca obecnie z silnika WebKit.
Dawniej aplikacja była wyposażona we własny silnik wyświetlania stron WWW. Pierwotna wersja powstała na platformie TOS (Atari ST) i nazywała się Crystal Atari Browser, stąd też obecnie, po przeniesieniu aplikacji na platformę Mac OS, nosi nazwę „iCAB”.
Dostępna jest angielska, niemiecka i chińska wersja językowa aplikacji.